# Daniel Vacek
Daniel Vacek (* 1. dubna 1971 Praha) je český tenisový trenér a bývalý profesionální tenista, který před rokem 1993 reprezentoval Československo. Na profesionálních okruzích se pohyboval mezi lety 1990–2003. V rámci grandslamu vyhrál s Jevgenijem Kafelnikovem čtyřhry na French Open 1996 a 1997 i US Open 1997. Stal se tak prvním českým hráčem s třemi grandslamy z mužské čtyřhry. Na okruhu ATP Tour získal dvacet pět deblových titulů. Z pěti singlových finále odešel poražen. Na challengerech ATP získal tři tituly ve dvouhře a dva ve čtyřhře.
Na žebříčku ATP byl ve dvouhře nejvýše klasifikován v lednu 1996 na 26. místě a ve čtyřhře pak v září 1997 na 3. místě.
Ve dvouhře si zahrál čtvrtfinále Paris Masters 1995, Canada Masters 1998 a Cincinnati Masters 1998, kde porazil světovou jedničku Marcela Ríose. Po ukončení aktivní kariéry se začal věnovat trenérství. V roce 2019 se stal koučem Tomáše Macháče.

## Soukromý život
Narodil se roku 1971 v Praze do rodiny Václava a Radmily Vackových. Tenis začal hrát v jedenácti letech a stal se odchovancem Sparty Praha. Praktikoval silový tenis a „hlavní zbraní“ bylo tvrdé podání. Před vstupem do profesionálního tenisu zvažoval studium všeobecného lékařství.
V roce 2003 ukončil kariéru kvůli chronickým bolestem zad. Již v lednu téhož roku koupil na Vackovu osobu 75 % akcií fotbalového klubu FC Baník Ostrava sportovní podnikatel Tomáš Petera, který se v Ostravě již nemohl oficiálně angažovat kvůli působení ve Slovanu Liberec. Stal se tak vykonavatelem jeho pravomocí. V úvodním ročníku působení v klubu, v sezóně 2003/2004, vyhrál Baník Ostrava poprvé nejvyšší českou ligu a navázal na tři trofeje z československé éry. Majoritním vlastníkem Vacek zůstal do léta 2009, kdy od něj Petera získal akcie jako nový většinový vlastník.
Poprvé se oženil s Nizozemkou René Vacek, s níž byl ve vztahu dvacet dva let. Do manželství se narodili syn Daniel Willem a tři dcery. Sedm roků rodina žila v Nizozemsku a poté pět let ve Spojených státech amerických. Ve floridském Bradentonu se věnoval trenérství. Po rozvodu – a dvanáctiletém pobytu mimo rodný stát –, se v roce 2018 vrátil do Česka. V trenérské kariéře pokračoval ve Spartě Praha. V roce 2019 se do nového partnerského vztahu narodil syn, a podruhé se oženil s Klárou Vítkovou. Jeho neteř, bývalá světová sedmička Nicole Vaidišová, hrála rovněž profesionálně tenis. Dvakrát se provdala za Radka Štěpánka. Matkou Vaidišové je Vackova sestra Riana Vacková, jež se věnovala cvičitelství aerobiku.

### Dotační kauza
V únoru 2024 byl obviněn z dotačního podvodu ve spolupachatelství v rámci kauzy Českého tenisového svazu s nakládáním státních dotací. Obviněno bylo celkem pět fyzických a pět právnických osob včetně prezidenta svazu Iva Kaderky a bývalého deblového spoluhráče Vojtěcha Flégla. Mezi obviněné se zařadila i společnost Sofos vlastněná manželkou Klárou Vackovou, za níž fakticky vystupoval. V letech 2021 a 2022 firma podle policie vystavila třicet šest fiktivních faktur za „organizaci a zajištění“ turnajů ve výši téměř 4,8 milionu korun, které směřovaly „na jiný než určený účel“.

## Týmové soutěže

### Davis Cup
V českém daviscupovém týmu debutoval v roce 1995 neapolským úvodním kolem Světové skupiny proti Itálii, v němž porazil Gaudenziho a prohrál s Furlanem. Italové postoupili po výhře 4–1 na zápasy. Ve Světové skupině 1996 odehrál všech devět utkání, v prvním kole proti Maďarsku, čtvrtfinále proti Spojeným státům i semifinále. V prvním světovém semifinále družstva od roku 1986 podlehlo Česko favorizovanému Švédsku. Vacek v něm nestačil na Edberga ani Enquista, proti kterému v páté sadě prohospodařil výhodu brejku. Jediný bod zajistil s Kordou ve čtyřhře. V soutěži nastoupil k sedmi mezistátním utkáním s bilancí 5–5 ve dvouhře a 3–2 ve čtyřhře.
Na březnové kvalifikační kolo 2022 s Argentinou se vrátil do českého týmu jako trenér, když vedl dvojku Macháče.

### Letní olympijské hry
Česko reprezentoval na Letních olympijských hrách 1996 v Atlantě. Do dvouhry nastoupil jako turnajová šestnáctka. Po výhře nad Prinosilem podlehl ve druhém kole Olchovskému. Ve čtyřhře vytvořil pátý nasazený pár s Jiřím Novákem. Ve čtvrtfinále však nestačili na pozdější britské stříbrné medailisty Broada s Henmanem.

### Světový pohár družstev
Jako člen českého výběru v roce 1993 zasáhl do Světového poháru družstev v Düsseldorfu. Ve skupinové fázi podlehl Švédu Magnusi Larssonovi a porazil Francouze Henriho Leconta. V páru s Cyrilem Sukem vyhráli nad Francouzi i čtyřhru. Ve čtyřčlenné skupině obsadilo Česko třetí místo, když zdolalo Francii 3–0 a podlehlo Švédsku i Německu 1–2.

## Tenisová kariéra

### Raná fáze s prvními deblovými tituly ATP
Na okruhu Grand Prix debutoval třetím ročníkem srpnového Čedok Open 1989, kde vytvořil druhý nasazený pár s Václavem Roubíčkem. Po výhře nad Střelbou s Víznerem vypadli ve čtvrtfinále s československo-sovětskou dvojicí Sláva Doseděl a Ģirts Dzelde. Semifinále i finále si poprvé zahrál při premiéře umagského Yugoslav Open 1990, v roce založení okruhu ATP Tour. S Vojtěchem Fléglem si odvezli deblovou trofej, když v závěrečném utkání porazili sovětský pár Andrej Čerkasov a Andrej Olchovskij z třetí stovky deblového žebříčku. Druhou trofej vybojovali na srpnovém Czechoslovak Open 1990 na Štvanici po finálové výhře nad Rumuny Georgem Cosacem a Florinem Segărceanuem, kteří také figurovali ve třetí stovce světové klasifikace. O dva týdny později ovládli antukový San Marino Open. V závěrečném duelu zdolali Španěly Burilla s Górrizem.
Do dvouhry okruhu ATP Tour poprvé zasáhl na lednovém Wellington Classic 1991, kde jej na úvod vyřadil Němec Markus Zoecke. O týden později debutoval na grandslamu, když prošel tříkolovou kvalifikací Australian Open 1991. Na úvod melbournské dvouhry však nenašel recept na pozdějšího čtvrtfinalistu Jaimeho Yzagu z Peru. Po boku Flégla odehrál i melbournskou čtyřhru. Časnou porážku jim přivodili Němci Patrik Kühnen a Boris Becker, na něž uhráli jen tři gamy. První zápas grandslamové dvouhry vyhrál na Australian Open 1993 poté, co vyšel vítězně z pětisetové bitvy s Němcem Markusem Naewiem. Ve druhém kole jej vyřadil Američan MaliVai Washington.

### Účast v sérii Masters
V kvalifikaci Mastersu poprvé startoval na listopadovém Paris Open 1992. Do dvouhry jej ale nepustil Švéd Nicklas Kulti. Hlavní soutěže této kategorie si premiérově zahrál v sezóně 1994, kdy zasáhl do sedmi dílů mistrovské série. Na prvním z nich, Miami Masters jej vyřadil Švéd Lars-Anders Wahlgren z třetí světové stovky. V Monte-Carlu nestačil na dvacátého osmého hráče žebříčku Javiera Sáncheze. Úvodní kola přešel pouze na Rome Masters a Stockholm Open 1994, na nichž přehrál Karstena Braasche a Carlose Costu. Singlovým maximem na Mastersech se stala tři čtvrtfinále. Na Paris Open 1995 zdolal Patricka McEnroea, Gaudenziho a po skreči i Guyho Forgeta. Nestačil až na jihoafrickou světovou jedenáctku Waynea Ferreiru. V severoamerické letní sezóně na betonech 1998 postoupil mezi poslední osmičku Canada Masters přes Vincenta Spadeu. V ní ale nenašel recept na světovou dvanáctku Tima Henmana. Navazující Cincinnati Masters znamenal jedinou výhru nad úřadující světovou jedničkou, když ve druhém kole přehrál Chilana Marcela Ríose. Nezastavil jej ani dvacátý v pořadí Jan Siemerink. Ve čtvrtfinále však podlehl deblovému spoluhráči Jevgeniji Kafelnikovi, jemuž patřila desátá příčka.
S Cyrilem Sukem ovládl čtyřhru Rome Masters 1995. Ve finále zdolali čtvrté nasazené Švédy Jana Apella s Jonasem Björkmanem. Vybojoval tak jediný deblový triumf v sérii Masters. Ze souboje o titul pak odešli poraženi na říjnovém Eurocard Open 1995 v Essenu, přestože v semifinále porazili první světový pár Australanů Woodbridge a Woodforde. Souboj o titul však nezvládli s druhou světovou dvojicí Nizozemců Eltingh a Haarhuis. Po boku Kafelnikova skončil jako poražený finalista na dvou Mastersech, Monte-Carlo Masters 1994 a Paris Masters 1996.

### Trojnásobný vítěz deblového grandslamu a finalista dvouhry ATP
Spolu s Jevgenijem Kafelnikovem ovládl tři deblové grandslamy. Poprvé triumfovali na French Open 1996 po finálové výhře nad Forgetem a Jakobem Hlaskem. Kafelnikov získal i pařížský singlový titul a k roku 2024 zůstával posledním vítězem obou mužských soutěží na jediném grandslamu. Na Roland Garros 1997 trofej obhájili jako první pár v otevřené éře francouzského turnaje, když se tento výkon před nimi naposledy podařil Seixasovi s Trabertem v letech 1954 a 1955. V souboji o titul porazili Australany Todda Woodbridge s Markem Woodfordem, kteří vyhráli předchozí tři majory, čímž je připravili o nekalendářní grandslam. Ve finále US Open 1997 zvládli duel proti Švédům Jonasi Björkmanovi a Nicklasi Kultimu. Jako první český muž tak vybojoval tři deblové grandslamy, čímž překonal dva triumfy Tomáše Šmída.
Singlovým grandslamovým maximem se stala tři osmifinále. Poprvé do čtvrtého kola postoupil ve Wimbledonu 1994 po výhře nad šestnáctým hráčem žebříčku Kafelnikovem. V něm však nenašel recept na světovou jedničku a pozdějšího šampiona Petea Samprase. Také na US Open 1995 a 1997 pronikl do čtvrté fáze. V prvním případě jej vyřadil Američan Patrick McEnroe z páté desítky žebříčku, a ve druhém britská světová dvacítka Greg Rusedski. Již ve druhém kole US Open 1995 zdolal světovou jedenáctku Sergiho Brugueru a ve třetí fázi US Open 1997 Marka Philippoussise, jemuž patřila devatenáctá příčka.
Z pěti finále dvouhry na túře ATP odešel vždy poražen. Nejdříve na únorovém Copenhagen Open 1994, kde si poradil s Francouzem Gilbertem, Jarrydem, Olchovským a v semifinále s Fleurianem. V souboji o titul jej zastavil čtyřicátý pátý muž žebříčku, dvacetiletý Kafelnikov. Další dva finálové souboje ztratil až v závěru rozhodujících sad. Ve čtvrtfinále marseillského Open 13 1995 oplatil porážku světové desítce Kafelnikovovi a poté vyřadil šedesátého muže žebříčku Lionela Rouxe z Francie. V závěrečném duelu turnaje jej zdolala favorizovaná světová trojka Boris Becker, která třetí sadu získala poměrem 7–5. Finále proti Němci Carlu-Uwemu Steebovi na moskevském Kremlin Cupu 1995 prohrál až v tiebreaku třetího setu. Již závěr moskevského semifinále měl stejný scénář – z pohledu Vacka ale v opačném gardu –, když získal rozhodující zkrácenou hru se světovou šestkou Kafelnikovem. Rovněž ve finálovém zápase Rotterdam Open 1997 proti světové sedmičce Richardu Krajickovi nezvládl obě zkrácené hry. Už v předcházejícím semifinále porazil pátého hráče žebříčku Gorana Ivaniševiće.

### Ukončení kariéry ze zdravotních důvodů
Do poslední dvouhry nastoupil na lednovém Australian Open 2002, kde jej vyřadil 20letý Argentinec David Nalbandian z konce světové padesátky. Následovaly již pouze kvalifikace, se závěrečnou účastí na srpnovém Indianapolis Championships 2002, kde odstoupil před kvalifikačním kolem s Prinosilem. Profesionální kariéru ukončil v sezóně 2003, v níž odehrál jen úvodní kola čtyřher na French Open s Pákistáncem Ajsámem Kúreším a ve Wimbledonu po boku Američana Jima Thomase. Příčinou odchodu z okruhu byly dlouhodobé bolesti zad a nelepšící se stav po výhřezu meziobratlových plotének. Kvůli tomu fakticky vynechal již sezónu 2001.

## Trenérská kariéra
Po dvanáctiletém pobytu mimo Česko se v roce 2018 vrátil do Sparty Praha ve Stromovce, kde se stal trenérem Národního tenisového centra a Střediska vrcholového tenisu. V roce 2019 začal trenovat Tomáše Macháče.

## Finále na Grand Slamu

### Mužská čtyřhra: 3 (3–0)
| Stav  | rok  | turnaj          | povrch | spoluhráč           | soupeři ve finále              | výsledek           |
| ----- | ---- | --------------- | ------ | ------------------- | ------------------------------ | ------------------ |
| Vítěz | 1996 | French Open     | antuka | Jevgenij Kafelnikov | Jakob Hlasek Guy Forget        | 6–2, 6–3           |
| Vítěz | 1997 | French Open (2) | antuka | Jevgenij Kafelnikov | Todd Woodbridge Mark Woodforde | 7–6(7–1), 4–6, 6–3 |
| Vítěz | 1997 | US Open         | tvrdý  | Jevgenij Kafelnikov | Jonas Björkman Nicklas Kulti   | 7–6(10–8), 6–3     |

## Finále na okruhu ATP Tour
| Legenda                           |
| --------------------------------- |
| D – dvouhra; Č – čtyřhra          |
| Grand Slam (3–0 Č)                |
| Turnaj mistrů (0)                 |
| ATP Masters Series (1–3 Č)        |
| ATP Championship Series (5–2 Č)   |
| ATP World Series (0–5 D; 16–10 Č) |

| Finále podle povrchu   |
| ---------------------- |
| tvrdý (0–1 D; 10–2 Č)  |
| antuka (10–4 Č)        |
| tráva (0–1 Č)          |
| koberec (0–4 D; 5–8 Č) |

| Finále podle prostředí |
| ---------------------- |
| venku (13–7 Č)         |
| hala (0–5 D; 8–8 Č)    |

### Dvouhra: 5 (0–5)
| Stav      | č. | datum         | turnaj                | povrch      | soupeř ve finále    | výsledek                |
| --------- | -- | ------------- | --------------------- | ----------- | ------------------- | ----------------------- |
| Finalista | 1. | březen 1994   | Kodaň, Dánsko         | koberec (h) | Jevgenij Kafelnikov | 3–6, 5–7                |
| Finalista | 2. | únor 1995     | Marseille, Francie    | koberec (h) | Boris Becker        | 7–6(7–2), 4–6, 5–7      |
| Finalista | 3. | listopad 1995 | Moskva, Rusko         | koberec (h) | Carl-Uwe Steeb      | 6–7(5–7), 6–3, 6–7(6–8) |
| Finalista | 4. | březen 1997   | Rotterdam, Nizozemsko | koberec (h) | Richard Krajicek    | 6–7(4–7), 6–7(5–7)      |
| Finalista | 5. | říjen 1999    | Toulouse, Francie     | tvrdý (h)   | Nicolas Escudé      | 5–7, 1–6                |

### Čtyřhra: 40 (25–15)
| Stav      | č.  | datum         | turnaj                           | povrch      | spoluhráč           | soupeři ve finále                   | výsledek             |
| --------- | --- | ------------- | -------------------------------- | ----------- | ------------------- | ----------------------------------- | -------------------- |
| Vítěz     | 1.  | květen 1990   | Umag, Jugoslávie                 | antuka      | Vojtěch Flégl       | Andrej Čerkasov Andrej Olchovskij   | 6–4, 6–4             |
| Vítěz     | 2.  | srpen 1990    | Praha, Československo            | antuka      | Vojtěch Flégl       | George Cosac Florin Segărceanu      | 5–7, 6–4, 6–3        |
| Vítěz     | 3.  | srpen 1990    | San Marino                       | antuka      | Vojtěch Flégl       | Jordi Burillo Marcos Aurelio Górriz | 6–1, 4–6, 7–6        |
| Finalista | 1.  | srpen 1991    | Praha, Československo            | antuka      | Libor Pimek         | Vojtěch Flégl Cyril Suk             | 4–6, 2–6             |
| Finalista | 2.  | říjen 1991    | Berlín, Německo                  | koberec (h) | Jan Siemerink       | Petr Korda Karel Nováček            | 6–3, 5–7, 5–7        |
| Finalista | 3.  | leden 1992    | Wellington, Nový Zéland          | tvrdý       | Michiel Schapers    | Jared Palmer Jonathan Stark         | 3–6, 3–6             |
| Finalista | 4.  | březen 1993   | Kodaň, Dánsko                    | koberec (h) | Martin Damm         | David Adams Andrej Olchovskij       | 3–6, 6–3, 3–6        |
| Vítěz     | 4.  | srpen 1993    | New Haven, Spojené státy         | tvrdý       | Cyril Suk           | Steve DeVries David Macpherson      | 7–5, 6–4             |
| Vítěz     | 5.  | únor 1994     | Marseille, Francie               | koberec (h) | Jan Siemerink       | Martin Damm Jevgenij Kafelnikov     | 6–7, 6–4, 6–1        |
| Finalista | 5.  | duben 1994    | Monte-Carlo, Monako              | antuka      | Jevgenij Kafelnikov | Nicklas Kulti Magnus Larsson        | 6–3, 6–7, 4–6        |
| Finalista | 6.  | červenec 1994 | Gstaad, Švýcarsko                | antuka      | Menno Oosting       | Sergio Casal Emilio Sánchez         | 6–7, 4–6             |
| Vítěz     | 6.  | říjen 1994    | Toulouse, Francie                | tvrdý (h)   | Menno Oosting       | Patrick McEnroe Jared Palmer        | 7–6, 6–7, 6–3        |
| Finalista | 7.  | únor 1995     | Stuttgart, Německo               | koberec (h) | Cyril Suk           | Grant Connell Patrick Galbraith     | 2–6, 2–6             |
| Vítěz     | 7.  | duben 1995    | Nice, Francie                    | antuka      | Cyril Suk           | Luke Jensen David Wheaton           | 3–6, 7–6, 7–6        |
| Vítěz     | 8.  | květen 1995   | Řím, Itálie                      | antuka      | Cyril Suk           | Jan Apell Jonas Björkman            | 6–3, 6–4             |
| Vítěz     | 9.  | srpen 1995    | Long Island, Spojené státy       | tvrdý       | Cyril Suk           | Rick Leach Scott Melville           | 5–7, 7–6, 7–6        |
| Finalista | 8.  | září 1995     | Bukurešť, Rumunsko               | antuka      | Cyril Suk           | Mark Keil Jeff Tarango              | 4–6, 6–7             |
| Vítěz     | 10. | říjen 1995    | Basilej, Švýcarsko               | tvrdý (h)   | Cyril Suk           | Mark Keil Peter Nyborg              | 3–6, 6–3, 6–3        |
| Finalista | 9.  | říjen 1995    | Essen, Německo                   | koberec (h) | Cyril Suk           | Jacco Eltingh Paul Haarhuis         | 5–7, 4–6             |
| Vítěz     | 11. | květen 1996   | Praha, Česko (2)                 | antuka      | Jevgenij Kafelnikov | Luis Lobo Javier Sánchez            | 6–3, 6–7, 6–3        |
| Vítěz     | 12. | červen 1996   | French Open, Paříž, Francie      | antuka      | Jevgenij Kafelnikov | Jakob Hlasek Guy Forget             | 6–2, 6–3             |
| Finalista | 10. | červen 1996   | Halle, Německo                   | tráva       | Jevgenij Kafelnikov | Byron Black Grant Connell           | 1–6, 5–7             |
| Vítěz     | 13. | říjen 1996    | Basilej, Švýcarsko (2)           | tvrdý (h)   | Jevgenij Kafelnikov | David Adams Menno Oosting           | 6–3, 6–4             |
| Vítěz     | 14. | říjen 1996    | Vídeň, Rakousko                  | koberec (h) | Jevgenij Kafelnikov | Pavel Vízner Menno Oosting          | 7–6, 6–4             |
| Finalista | 11. | listopad 1996 | Paříž, Francie                   | koberec (h) | Jevgenij Kafelnikov | Jacco Eltingh Paul Haarhuis         | 4–6, 6–4, 6–7        |
| Finalista | 12. | březen 1997   | Petrohrad, Rusko                 | koberec (h) | David Prinosil      | Andrej Olchovskij Brett Steven      | 4–6, 3–6             |
| Vítěz     | 15. | duben 1997    | Hongkong                         | tvrdý       | Martin Damm         | Karsten Braasch Jeff Tarango        | 6–3, 6–4             |
| Vítěz     | 16. | duben 1997    | Tokio, Japonsko                  | tvrdý       | Martin Damm         | Justin Gimelstob Patrick Rafter     | 2–6, 6–2, 7–6        |
| Vítěz     | 17. | červen 1997   | French Open, Paříž, Francie (2)  | antuka      | Jevgenij Kafelnikov | Todd Woodbridge Mark Woodforde      | 7–6(14–12), 4–6, 6–3 |
| Vítěz     | 18. | červenec 1997 | Gstaad, Švýcarsko                | antuka      | Jevgenij Kafelnikov | Trevor Kronemann David Macpherson   | 4–6, 7–6, 6–3        |
| Vítěz     | 19. | září 1997     | US Open, New York, Spojené státy | tvrdý       | Jevgenij Kafelnikov | Jonas Björkman Nicklas Kulti        | 7–6, 6–3             |
| Finalista | 13. | březen 1998   | Londýn, Velká Británie           | koberec (h) | Jevgenij Kafelnikov | Martin Damm Jim Grabb               | 4–6, 5–7             |
| Finalista | 14. | srpen 1998    | Los Angeles, Spojené státy       | tvrdý       | Jeff Tarango        | Patrick Rafter Sandon Stolle        | 4–6, 4–6             |
| Vítěz     | 20. | říjen 1998    | Vídeň, Rakousko (2)              | koberec (h) | Jevgenij Kafelnikov | David Adams John-Laffnie de Jager   | 7–5, 6–3             |
| Finalista | 15. | listopad 1998 | Moskva, Rusko                    | koberec (h) | Jevgenij Kafelnikov | Jared Palmer Jeff Tarango           | 4–6, 7–6, 2–6        |
| Vítěz     | 21. | leden 1999    | Auckland, Nový Zéland            | tvrdý       | Jeff Tarango        | Jiří Novák David Rikl               | 7–5, 7–5             |
| Vítěz     | 22. | únor 1999     | Petrohrad, Rusko                 | koberec (h) | Jeff Tarango        | Menno Oosting Andrei Pavel          | 3–6, 6–3, 7–5        |
| Vítěz     | 23. | duben 1999    | Tokio, Japonsko                  | tvrdý       | Jeff Tarango        | Wayne Black Brian MacPhie           | 4–3skreč             |
| Vítěz     | 24. | listopad 1999 | Moskva, Rusko                    | koberec (h) | Justin Gimelstob    | Andrij Medveděv Marat Safin         | 6–2, 6–1             |
| Vítěz     | 25. | duben 2002    | Barcelona, Španělsko             | antuka      | Michael Hill        | Lucas Arnold Ker Gastón Etlis       | 6–4, 6–4             |

## Tituly na challengerech ATP
| Legenda                  |
| ------------------------ |
| D – dvouhra; Č – čtyřhra |
| Challengery (3 D; 2 Č)   |

### Dvouhra (3 tituly)
| Č. | datum         | turnaj             | povrch      | poražený finalista | výsledek      |
| -- | ------------- | ------------------ | ----------- | ------------------ | ------------- |
| 1. | říjen 1992    | Caracas, Venezuela | tvrdý       | Andrew Sznajder    | 7–6, 6–4      |
| 2. | listopad 1992 | Mnichov, Německo   | koberec (h) | Jonas Svensson     | 3–6, 7–6, 6–4 |
| 3. | únor 1994     | Rennes, Francie    | koberec (h) | Hendrik Dreekmann  | 6–3, 6–4      |

### Čtyřhra (2 tituly)
| Č. | datum         | turnaj             | povrch | spoluhráč        | poražení finalisté                | výsledek      |
| -- | ------------- | ------------------ | ------ | ---------------- | --------------------------------- | ------------- |
| 1. | červenec 1993 | Porto, Portugalsko | antuka | Menno Oosting    | Jordi Burillo Javier Sánchez      | 6–3, 7–6      |
| 2. | srpen 1993    | Poznaň, Polsko     | antuka | Michiel Schapers | Cristian Brandi Federico Mordegan | 6–7, 6–4, 7–6 |

## Chronologie výsledků

### Dvouhra
| Turnaj           | 1991    | 1992 | 1993    | 1994    | 1995    | 1996    | 1997    | 1998    | 1999    | 2000    | 2001    | 2002    | SR     | V–P   |
| ---------------- | ------- | ---- | ------- | ------- | ------- | ------- | ------- | ------- | ------- | ------- | ------- | ------- | ------ | ----- |
| Australian Open  | 1. kolo | A    | 2. kolo | 3. kolo | 1. kolo | 1. kolo | 1. kolo | 2. kolo | 2. kolo | 2. kolo | A       | 1. kolo | 0 / 10 | 6–10  |
| French Open      | A       | A    | 1. kolo | 3. kolo | 2. kolo | 1. kolo | 1. kolo | 3. kolo | 1. kolo | A       | A       | A       | 0 / 7  | 5–7   |
| Wimbledon        | A       | A    | 1. kolo | 4. kolo | 1. kolo | 1. kolo | 1. kolo | 3. kolo | 3. kolo | A       | 1. kolo | A       | 0 / 8  | 7–8   |
| US Open          | A       | A    | 2. kolo | 2. kolo | 4. kolo | 1. kolo | 4. kolo | 1. kolo | 2. kolo | A       | 1. kolo | A       | 0 / 8  | 9–8   |
| výhry–prohry     | 0–1     | 0–0  | 2–4     | 8–4     | 4–4     | 0–4     | 3–4     | 5–4     | 4–4     | 1–1     | 0–2     | 0–1     | 0 / 33 | 27–33 |
| Konečný žebříček | 470.    | 107. | 114.    | 45.     | 27.     | 71.     | 53.     | 50.     | 43.     | 238.    | 393.    | 749.    | N/A    | N/A   |

### Čtyřhra
| Turnaj             | 1989  | 1990  | 1991    | 1992    | 1993    | 1994    | 1995    | 1996    | 1997    | 1998    | 1999    | 2000    | 2001    | 2002    | 2003    | SR     | V–P   |
| ------------------ | ----- | ----- | ------- | ------- | ------- | ------- | ------- | ------- | ------- | ------- | ------- | ------- | ------- | ------- | ------- | ------ | ----- |
| Grand Slam         |       |       |         |         |         |         |         |         |         |         |         |         |         |         |         |        |       |
| Australian Open    | A     | A     | 1. kolo | 2. kolo | 1. kolo | 2. kolo | 2. kolo | 3. kolo | A       | 1. kolo | ČF      | 1. kolo | A       | 3. kolo | A       | 0 / 10 | 10–10 |
| French Open        | A     | A     | 2. kolo | 1. kolo | A       | A       | 2. kolo | Vítěz   | Vítěz   | 2. kolo | ČF      | A       | A       | 1. kolo | 1. kolo | 2 / 9  | 18–7  |
| Wimbledon          | A     | A     | 2. kolo | 2. kolo | 2. kolo | 1. kolo | 1. kolo | 1. kolo | 1. kolo | 3. kolo | 1. kolo | A       | A       | 1. kolo | 1. kolo | 0 / 11 | 5–11  |
| US Open            | A     | A     | 1. kolo | 1. kolo | 1. kolo | 1. kolo | 2. kolo | 1. kolo | Vítěz   | 2. kolo | 1. kolo | A       | 1. kolo | A       | A       | 1 / 10 | 8–9   |
| SR na Grand Slamu  | 0 / 0 | 0 / 0 | 0 / 4   | 0 / 4   | 0 / 3   | 0 / 3   | 0 / 4   | 1 / 4   | 2 / 3   | 0 / 4   | 0 / 4   | 0 / 1   | 0 / 1   | 0 / 3   | 0 / 2   | 3 / 40 | N/A   |
| výhry–prohry       | 0–0   | 0–0   | 2–4     | 2–4     | 1–3     | 1–3     | 3–4     | 8–3     | 12–1    | 4–4     | 6–4     | 0–1     | 0–1     | 2–3     | 0–2     | N/A    | 41–37 |
| ATP Masters 1000   |       |       |         |         |         |         |         |         |         |         |         |         |         |         |         |        |       |
| Indian Wells       | —     | A     | A       | A       | A       | A       | A       | A       | A       | ČF      | 1. kolo | 2. kolo | A       | A       | A       | 0 / 3  | 2–3   |
| Miami              | —     | A     | A       | A       | A       | SF      | 2. kolo | A       | A       | ČF      | 2. kolo | 3. kolo | A       | 1. kolo | A       | 0 / 6  | 7–6   |
| Monte-Carlo        | —     | A     | A       | A       | A       | F       | 1. kolo | 1. kolo | SF      | 2. kolo | ČF      | 1. kolo | A       | A       | A       | 0 / 7  | 8–7   |
| Řím                | —     | A     | A       | A       | A       | 2. kolo | Vítěz   | 1. kolo | 2. kolo | ČF      | 2. kolo | 1. kolo | A       | 2. kolo | A       | 1 / 8  | 11–7  |
| Hamburk            | —     | A     | A       | A       | A       | 2. kolo | 1. kolo | ČF      | A       | A       | ČF      | 1. kolo | A       | 2. kolo | A       | 0 / 6  | 6–6   |
| Kanada             | —     | A     | A       | A       | A       | A       | 2. kolo | 1. kolo | ČF      | 2. kolo | 1. kolo | A       | ČF      | 1. kolo | A       | 0 / 7  | 4–7   |
| Cincinnati         | —     | A     | A       | A       | A       | ČF      | 1. kolo | 2. kolo | 2. kolo | SF      | 2. kolo | A       | A       | 1. kolo | A       | 0 / 7  | 5–7   |
| Madrid (Stuttgart) | —     | A     | A       | A       | A       | 2. kolo | F       | 2. kolo | 2. kolo | ČF      | 2. kolo | A       | A       | A       | A       | 0 / 6  | 5–6   |
| Paříž              | —     | A     | A       | A       | A       | ČF      | 2. kolo | F       | 2. kolo | 2. kolo | ČF      | A       | A       | A       | A       | 0 / 6  | 8–6   |
| SR na Masters      | N/A   | 0 / 0 | 0 / 0   | 0 / 0   | 0 / 0   | 0 / 7   | 1 / 8   | 0 / 7   | 0 / 6   | 0 / 8   | 0 / 9   | 0 / 5   | 0 / 1   | 0 / 5   | 0 / 0   | 1 / 56 | N/A   |
| výhry–prohry       | N/A   | 0–0   | 0–0     | 0–0     | 0–0     | 13–7    | 7–7     | 5–7     | 4–6     | 10–8    | 9–9     | 3–5     | 2–1     | 2–5     | 0–0     | N/A    | 56–55 |
| Konečný žebříček   | 325.  | 103.  | 54.     | 160.    | 58.     | 21.     | 11.     | 8.      | 5.      | 26.     | 20.     | 143.    | 113.    | 65.     | 1204.   | N/A    | N/A   |

| Legenda | Legenda                                   | Legenda | Legenda                     |
| ------- | ----------------------------------------- | ------- | --------------------------- |
| SR      | poměr vyhraných turnajů ku všem odehraným | W–L V–P | výhry–prohry                |
| NH      | daný rok se turnaj nekonal                | A       | turnaje se hráč nezúčastnil |
| 1Q / LQ | prohra v (kole) kvalifikace               | 1k / 1R | prohra v daném kole turnaje |
| QF / ČF | prohra ve čtvrtfinále                     | SF      | prohra v semifinále         |
| F       | prohra ve finále                          | Vítěz   | vítězství v turnaji         |